# MOL Campus
MOL Campus es un edificio de oficinas neomoderno que es sede del Grupo MOL, se encuentra en Budapest, Hungría y fue diseñado por Foster and Partners. El 8 de diciembre de 2022 fue inaugurado y se convirtió en el edificio más alto de Budapest y de Hungría.